# Zaireichthys rotundiceps
Zaireichthys rotundiceps es una especie de pez de la familia Amphiliidae en el orden de los Siluriformes.

## Morfología
- Los machos pueden llegar alcanzar los 3,8 cm de longitud total.
- Número de vértebras: 35-38.[1][2]

## Hábitat
Es un pez de agua dulce y de clima tropical.(22 °C-25 °C).

## Distribución geográfica
Se encuentran en África: ríos de Kenia, Tanzania, Zambia, Zimbabue. También se encuentra en los ríos Zambeze,  Cunene, Okavango, Pungwe, Buzi, Save y el lago Malawi.